# 劉傑
劉 傑（りゅう けつ、Liu Jie、1962年 - ）は、中華人民共和国出身（在日中国人）の歴史学者。早稲田大学孔子学院副院長、早稲田大学社会科学部・社会科学総合学術院教授、早稲田大学大学院アジア太平洋研究科教授。北京市出身。
コロンビア大学客員研究員、朝日新聞アジアネットワーク客員研究員を経て、朝日アジアフェロー。
専門は、近代日本政治外交史、近代日中関係史、現代日中関係論、現代中国論。特に、日中間に横たわる歴史認識問題とその背景に詳しい。

## 経歴・人物
北京生まれ。10歳より日本語を学び、流暢な日本語を話す。北京外国語大学を経て、1982年に来日、東京大学入学。東京大学文学部国史学科に学んだ伊藤隆の門下生。「外交官になりたい」という夢を抱き、19歳で東洋史を専攻するため国費留学したエリートが、日本近現代政治外交史の研究者へと方向転換を決心したのは、その2年後である。1993年東京大学大学院人文科学研究科博士課程修了、東京大学より博士（文学）の学位を取得。
1996年4月より社会科学部に勤務。語学教員や在日特別永住者・早稲田大学OBを除き、早稲田大学が初めて外部から迎えた外国人の専任教員であり、グローバル化を進める大学の象徴となった。

## 研究
- 従来は、「反日」・「反中」といった表面的な現象面の対立に目が向けられがちであった「歴史認識」の問題をめぐり、日中間に横たわる「歴史認識」の違いを、学術研究の水準にまで引上げて検証するため、東アジア近代史の中に問題を位置付け直すことで、背景にある歴史をめぐる両国民の理解の相違を「構造的に」捉え、この『誤解の構造』を解明する研究に取組んだ。この一連の過程を通じ、「歴史記述の方法」や「歴史史料の扱い方」をめぐる日本と中国の違いを明確化させることによって、相互理解の必要性と同時に、その「困難さ」をも明らかにした。
- また、中国の親日政治家や官僚、日本の「中国通」官僚や民間人を題材に、日中の相互交流・相互理解の歴史とともに、日中対立・「誤解の近代史」という、『対立と交流』の日中近現代史を描いた。
- 2006年、三谷博などとともに行ってきた、日中両国研究者による近現代史の「共同研究」を、『国境を越える歴史認識 ―― 日中対話の試み』として1冊の本にまとめ、日中両国での出版に漕ぎ着けた。日本語版は東京大学出版会から、中国語版は中国社会科学院社会科学文献出版社から、それぞれ同時出版された。
- 2012年春には、先の研究が、英語となってハーバード大学出版局より出版されている。『Toward a History Beyond Borders: Contentious Issues in Sino-Japanese Relations』（共編者：三谷博、アンドルー・ゴードン、Yang Daqing・ジョージワシントン大学 Elliott School of International Affairs 准教授）。
- こうした取組みに対し、「日中どちらかに立場を偏らせることなく、粘り強く日中双方の社会に発信」してきたとして、また、こうした一連の研究活動が「相互理解の促進を通じ、アジア太平洋地域の平和と繁栄の基礎となるべき土台作りへの貢献は、今後、大いに期待されるものである」との評価を得て、公益財団法人・世界平和研究所より第7回『中曽根康弘賞』が贈られている[4]。
- また、こうした歴史的側面からの研究成果を踏まえ、21世紀のアジアにおける「知の共同空間」の成立の可能性を探る「現代アジア学」、「アジア学際学」、「アジアコミュニティ学」構築の可能性を探究している。
- 専門は日中関係史（外交史・歴史学）であるが、現代中国の抱える諸課題についても詳しく、これらについて新聞雑誌等のメディアでたびたび発言を行っている。

## 受賞歴
- 1996年、日中戦争史研究の重要課題である和平工作について広い視座から検証した『日中戦争下の外交』に対し、第12回『大平正芳記念賞』が授与された[5]。
- 2011年、財団法人「世界平和研究所」 第7回『中曽根康弘賞』受賞。

## 著書

### 単著
- 『日中戦争下の外交』（吉川弘文館, 1995年）
- 『中国人の歴史観』（文藝春秋 文春新書, 1999年）
- 『漢奸裁判 ― 対日協力者を襲った運命』（中央公論新社 中公新書, 2000年）
- 『中国の強国構想 ― 日清戦争後から現代まで』（筑摩書房 筑摩選書, 2013年）

### 共著
- （伊藤隆,児島襄ほか）『人類は戦争を防げるか――日・米・中・国際シンポジウム』（文藝春秋, 1996年）
- （船橋洋一 藤原帰一ほか）『いま、歴史問題にどう取り組むか 』（岩波書店 2001年）
- （宮台真司,神保哲生ほか）『中国 神保・宮台激トーク・オン・デマンド　隣りの大国とのつきあいかた』（春秋社, 2007年）
- 『新華僑老華僑 ― 変容する日本の中国人社会』（文藝春秋 文春新書, 2008年）
- 『中国の四字熟語 ― 現代流行語から読む中国人の仰天価値観』（日本実業出版社, 2009年）
- 『いま 《アジア》をどう語るか』　有馬学、松本健一、中島岳志、李成市　弦書房　2011年

### 共編著
- （三谷博・楊大慶）『国境を越える歴史認識―日中対話の試み』（東京大学出版会, 2006年）
- （Andrew Gordon、三谷博、Yang Daqing）『Toward a History Beyond Borders: Contentious Issues in Sino-Japanese Relations』　（Harvard University Press, 2012）
- （川島真）『1945年の歴史認識 ― 〈終戦〉をめぐる日中対話の試み』（東京大学出版会, 2009年）

### 史料編纂
- 『石射猪太郎日記』（伊藤隆共編, 中央公論社, 1993年）
- 『第百一師団長日誌 ― 伊東政喜中将の日中戦争』（鈴木淳・古川隆久共編, 中央公論新社, 2007年）

### 解説
- 益井康一 『漢奸裁判史　1946－1948　新版』（みすず書房, 2009年）

### 訳書
- 『周仏海日記』（蔡徳金編、共訳、みすず書房, 1992年）

### 分担執筆
- 『日本史広辞典』　山川出版社　1997年
- （鳥海靖,三谷博,西川誠,矢野信幸） 『日本立憲政治の形成と変質』 吉川弘文館 2005年
- （三谷博）　『歴史教科書問題 』 日本図書センター 2007年
- （西川潤,平野健一郎） 『国際移動と社会変容』 岩波書店 2007年
- （三谷博,金泰昌） 『東アジア歴史対話 : 国境と世代を越えて』 東京大学出版会 2007年

### 雑誌寄稿
- 「太平洋戦争新解釈の座標軸」 『諸君!』1995.9月号
- 「電文にみる慮溝橋事件 ― 北京日本大使館の10日間」 『中央公論』1999.9月号
- 「日中の相互不信を信頼へと変える法」 『論座』2002.5月号
- 「日中関係と日中経済協力」 『月刊監査役』2004.4月　日本監査役協会
- 「日中反目を解くには『説法』が必要」（巻頭インタビュー） 『選択』2004年10月号
- 「エリートに置き去りにされた中国民衆の危険なうごめき」 国分良成氏との対談 『中央公論』2004.9月号